# Pietravairano
Pietravairano és un municipi italià, situat a la Regió de la Campània, dins la província de Caserta. El 2021 tenia 1886 habitants en una superfície de 1.032 km².